# Paškal Vešara
Fra Paškal Vešara (Fojnica, 20. rujna 1906. – 3. veljače 1979.), bosanskohercegovački franjevac i znanstvenik, učitelj u crkvenim školama, istaknuta ličnost Franjevačke provincije Bosne Srebrene.
U drugoj polovici 1930-ih bio je profesor franjevačke gimnazije u Visokom. Bio je meštar novicijata Franjevačkog novicijata Gorica - Livno od 1945. do 1948. godine.
Proganjan u jugoslavenskom komunističkom režimu. Bio je zatvaran.
Godine 1958. objavio je Lurdska razmatranja za svibanj (Sarajevo 1958.) u izdanju Franjevačke teologije Nadbiskupskog ordinarijata vrhbosanskog. Godine 1967. je u izdanju Hrvatskog književnog društva Sv. Ćirila i Metoda u Zaagrebu objavio Fatima : 50. godišnjica Gospinih ukazivanja : 1917. – 1967.
Prikupio je zbirku minerala za muzej franjevačkog samostana u Fojnici. U fojničkom je samostanu živio 1970-ih. Bavio se Fojničkim grbovnikom, osobito poviješću obitelji čiji se grbovi nalaze u grbovniku. Iz njegove se pisane ostavštine poput zabilježaka o pojedinim obiteljima na brojnim papirićima dade zaključiti da je autor komentara. Poznato je da je fra Paškal autor uvodnika za prvi objavljeni pretisak fojničkog grbovnika koji je objavila sarajevska izdavačka kuća Oslobođenje (1972.).
Anto Slavko Kovačić objavio je bibliografski rad o fra Paškalu Vešari.

## Vanjske poveznice
- WorldCat